# Épreuve uniforme de français
Pour les articles homonymes, voir EUF.
L’épreuve uniforme de français (EUF) est un examen du système d'éducation québécois dont le passage est nécessaire à l’obtention du diplôme d’études collégiales (DEC).  Pour passer cette épreuve, l'étudiant doit être en voie de réussir ou avoir réussi le cours de littérature québécoise, qui est le troisième cours de littérature collégiale.
On peut repasser l'examen autant de fois que nécessaire étant donné qu'il est conditionnel à l'obtention du diplôme d'études collégiales (DEC).

## Description
Cet examen consiste en une rédaction d'un texte de 900 mots. On demande aux étudiants de rédiger une dissertation critique en prenant une position en accord avec la question posée (il s'agit classiquement de la thèse), en désaccord avec la question posée (antithèse) ou encore une position nuancée entre ces deux dernières (synthèse). 
L'examen comporte trois sujets dont au moins un sera constitué de deux textes à mettre en parallèle. L'étudiant choisit l'un de ces trois sujets. 
La correction de l'épreuve est divisée en trois grands critères : 
- Compréhension et qualité de l'argumentation;
- Structure du texte de l'élève;
- Maîtrise de la langue (respect de la syntaxe, de l'orthographe, etc.).

L'étudiant doit réussir à chacun de ces critères pour réussir l'examen.
Pour être réussi, le troisième critère spécifie que le nombre de fautes de français ne doit pas dépasser le ratio d'une faute tous les trente mots, soit 30 fautes pour un texte de 900 mots. Les rectifications de la nouvelle orthographe (voir Rectifications orthographiques du français en 1990), qui touchent quelques milliers de mots, sont aussi acceptées par les correcteurs de l'examen.

### Dans d'autres pays
- Épreuve anticipée de français